# Marco Haller
Marco Haller (Sankt Veit an der Glan, 1º aprile 1991) è un ciclista su strada e pistard austriaco che corre per la Tudor Pro Cycling Team. È professionista dal 2012.

## Carriera
Haller iniziò a correre nel 2006 come allievo vincendo 18 competizioni tra strada e pista, e successivamente gareggiò fino al 2009 nella categoria Juniores. Nel 2010 con la squadra Continental Tyrol Team passò a semiprofessionista, e nel 2011 vestì la divisa del team sloveno Adria Mobil, piazzandosi secondo al Poreč Trophy.
Nel 2012 divenne professionista con la squadra russa Katusha, e nello stesso anno centrò la sua prima vittoria nella quarta tappa del Tour of Beijing. Nel 2014 vinse una tappa all'Österreich-Rundfahrt, mentre nel 2015, dopo la vittoria nella classifica generale del Tour des Fjords, si laureò campione nazionale in linea.

## Palmarès

### Strada
- 2008 (Juniores)

3ª tappa Po Stajerski (Ptuj > Ptuj)
- 2009 (Juniores)

1ª tappa Corsa della Pace Juniores (Litoměřice > Litoměřice)
1ª tappa Tour de l'Abitibi (Preissac > Val-d'Or)
4ª tappa Tour de l'Abitibi (Malartic > Malartic)
5ª tappa Tour de l'Abitibi (Rouyn > Val-d'Or)
6ª tappa Tour de l'Abitibi (Val-d'Or > Val-d'Or)
- 2012 (Team Katusha, una vittoria)

4ª tappa Tour of Beijing (Yanqing > Chang Ping)
- 2014 (Team Katusha, una vittoria)

4ª tappa Österreich-Rundfahrt (Podersdorf am See > Vienna)
- 2015 (Team Katusha, due vittorie)

Classifica generale Tour des Fjords
Campionati austriaci, Prova in linea
- 2022 (Bora-Hansgrohe, due vittorie)

4ª tappa Tour of Norway (Hovden > Kristiansand)
BEMER Cyclassics

#### Altri successi
- 2012

Criterium di Bischofshofen
- 2013

Classifica scalatori Driedaagse De Panne - Koksijde
3ª Tappa Tour des Fjords (Risavika > Stavanger, cronosquadre)
- 2015

Classifica giovani Tour des Fjords

### Pista
- 2007 (Juniores)

Campionati austriaci, 500 metri a cronometro Juniores
- 2008 (Juniores)

Campionati austriaci, Scratch Juniores
Campionati austriaci, Chilometro a cronometro Juniores
Campionati austriaci, Keirin Juniores
Campionati austriaci, Inseguimento individuale Juniores
- 2011

Campionati austriaci, Inseguimento individuale
- 2017

Grand Prix of Vienna, Corsa a punti

## Piazzamenti

### Grandi Giri
- Giro d'Italia

2019: 116º
- Tour de France

2015: 126º
2016: 162º
2017: 155º
2019: 148º
2020: 143º
2021: 127º
2022: 86º
2023: 78º
2024: 85º
2025: 97º
- Vuelta a España

2017: 118º

### Classiche monumento
- Milano-Sanremo

2015: 60º
2016: 127º
2017: 100º
2019: 17º
2020: ritirato
2022: 50º
2023: 17º
2024: 37º
2025: 72º
- Giro delle Fiandre

2013: ritirato
2015: 48º
2016: 113º
2017: ritirato
2018: ritirato
2019: 53º
2020: 55º
2021: 40º
2022: 102º
2023: ritirato
2024: 33°
2025: 45º
- Parigi-Roubaix

2012: fuori tempo massimo
2013: ritirato
2015: 48º
2016: 101º
2017: 87º
2018: 90º
2019: 16º
2021: 17º
2022: ritirato
2023: 80º
2024: ritirato
2025: 12º

### Competizioni mondiali
- Campionati del mondo su strada

Mosca 2009 - In linea Juniors: 3º
Copenaghen 2011 - In linea Under-23: 5º
Ponferrada 2014 - In linea Elite: ritirato
Richmond 2015 - In linea Elite: 26º
Doha 2016 - In linea Elite: 34º
Bergen 2017 - In linea Elite: 112º
Yorkshire 2019 - In linea Elite: ritirato
Fiandre 2021 - In linea Elite: ritirato
Glasgow 2023 - In linea Elite: 31º
- Giochi olimpici

Parigi 2024 - In linea: 6º

### Competizioni europee
- Campionati europei su strada

Hooglede-Gits 2009 - In linea Juniors: 4°
Trento 2021 - In linea Elite: ritirato
Monaco di Baviera 2022 - In linea Elite: 19°